# Oya Aydoğan
Oya Aydoğan, nata Aydoğdu (Erzincan, 10 febbraio 1957 – Istanbul, 15 maggio 2016), è stata un'attrice, conduttrice televisiva e modella turca.

## Biografia
Nata nel 1957 a Erzincan (Turchia), Oya Aydoğan era l'unica figlia femmina di Güldane e Cemal  Aydoğan. Ha vissuto con la sua famiglia nel quartiere Beyoğlu di Istanbul fino all'età di otto anni. Ha completato l'istruzione secondaria presso il liceo francese Sainte-Pulchérie, che all'epoca era una scuola secondaria femminile francese, e quella superiore presso il liceo francese Saint Michel.
Nel 1975 ha vinto il concorso di bellezza Alev Gün, ma ha dovuto restituire il premio a causa delle pressioni della sua famiglia. Nel 1976 è arrivata prima all'ottavo concorso per artisti cinematografici organizzato dalla rivista Ses. Nello stesso anno, ha condiviso il suo primo ruolo da protagonista con Cüneyt Arkın nel film Deli Şahin. Nel 1978 è stata inclusa nel cast del film Neşeli Günler. Nel 1982 ha interpretato il personaggio di Hüsniye nel film Yedi Bela Hüsnü, accanto all'attore Kemal Sunal. Negli anni '80 ha lavorato per come cantante nei casinò. Nel 1986 ha prodotto il film Merhamet, in cui ha recitato con Emrah. Nel 1987 ha condiviso il ruolo principale con Tarik Akan ed Erdal Özyağcılar nel film Beyoğlu'nun Arka Yakası diretto da Şerif Gören.
È apparsa sul piccolo schermo nella serie per bambini Bez Bebek. Nel 2011 ha preso parte al programma televisivo Şekerli Kahve, che ha condotto con Emel Müftüoğlu. Poco prima della sua morte, ha condotto il programma della rivista Söylemezsem Olmaz, trasmesso su Beyaz TV, insieme a Lerzan Mutlu.
Nel 2013, al Festival internazionale del cinema Çayda Çıra di Elâzığ, le è stato assegnato il "Premio onorario". Nel 2014, per il ruolo di Meloş nel film Kedi Özledi, ha vinto il premio come Miglior attrice non protagonista ai Premi Sadri Alışık. Nel 2015, insieme a Ferdi Tayfur, è stata premiata ai Year Internet Media Awards di Magazinci.com.
Aydoğan ha recitato in un totale di 51 film e 13 serie televisive tra il 1976 e il 2016. Ha condiviso il ruolo principale con diversi artisti come Ferdi Tayfur, Serdar Gökhan, Kemal Sunal, Orhan Gencebay, Müslüm Gürses, Kadir İnanır, Cüneyt Arkın, Bulut Aras e İbrahim Tatlıses.

### Morte

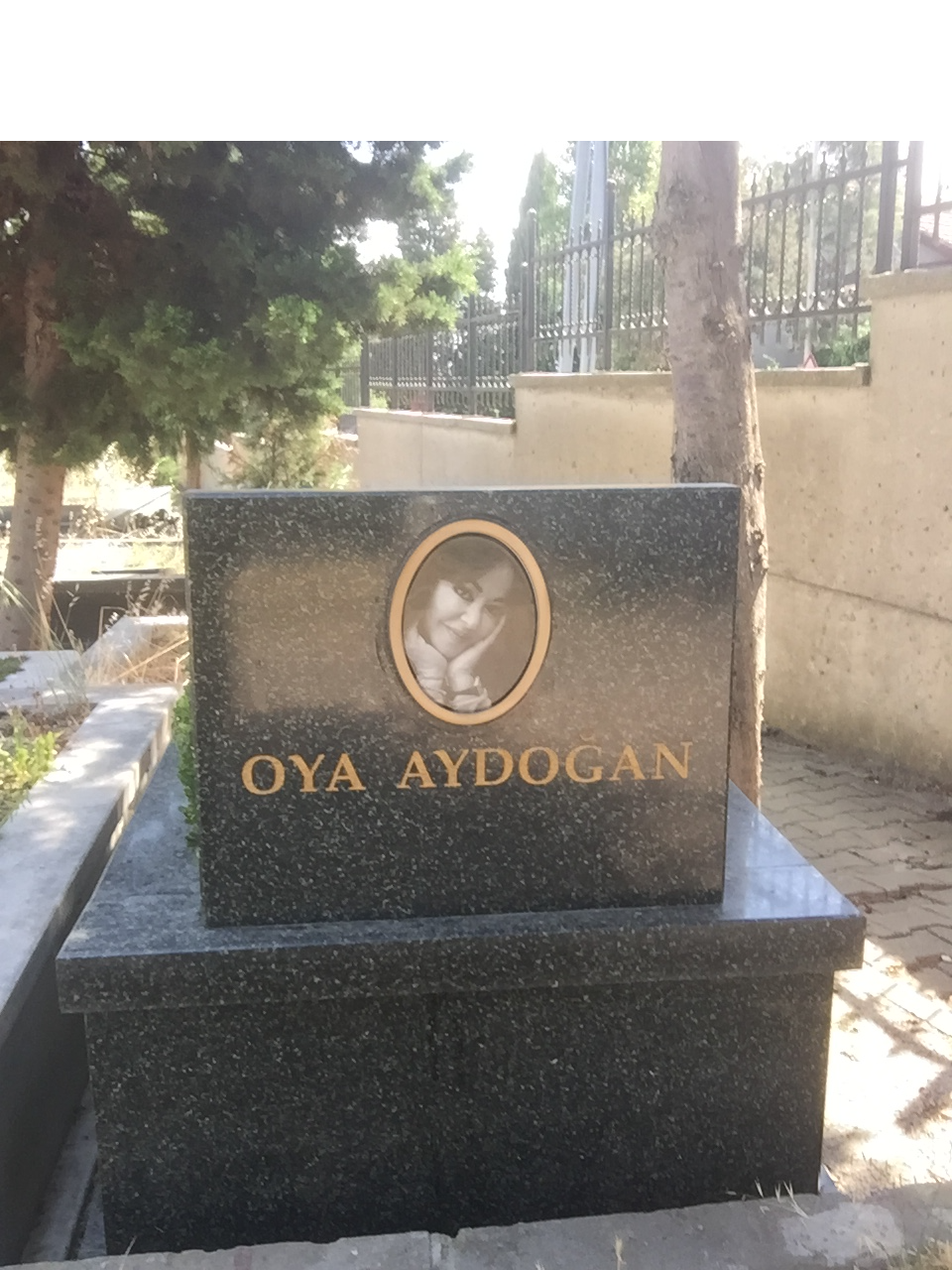
Tomba di Oya Aydoğan nel cimitero di Ulus

L'8 maggio 2016 è stata ricoverata in ospedale a causa della rottura dell'arteria aortica. Dopo l'intervento, durato dodici ore, è stata ricoverata in terapia intensiva. È deceduta il 15 maggio 2016, all'età di 59 anni, a Istanbul, dove era in cura. Il suo corpo è stato sepolto nel cimitero di Ulus il giorno dopo alla sua scomparsa, secondo la sua volontà.

## Vita privata
Nel febbraio 1978, tramite Suzan Avcı, ha conosciuto l'imprenditore Haluk Ulusoy, con il quale si è sposata segretamente l'anno successivo. Dopo quattro mesi di matrimonio, la coppia ha divorziato a causa delle pressioni e dell'opposizione delle loro famiglie. Nelle loro dichiarazioni successive, Aydoğan e Ulusoy hanno descritto questo matrimonio come un "errore giovanile". Ha vissuto per un po' con il proprietario del casinò Tamer Taylan. Nel 1988 si è sposata con Latif Demirbağ, uno degli amministratori provinciali dell'ANAP İzmir, dal quale ha avuto un figlio, Gurur, per poi divorziare l'anno successivo.
In un'intervista a un giornale nel 2004 ha rivelato di essere alevita. In un'altra intervista rilasciata nel 2011 ha affermato di parlare fluentemente francese e inglese intermedio e durante l'infanzia è stata influenzata da Türkan Şoray e Tarik Akan. Ha anche aiutato l'attrice Fahriye Evcen a intraprendere la carriera di recitazione.

## Filmografia

### Cinema
- Deli Şahin (1976)
- Beyazperdeler (1976)
- Güneş Ne Zaman Doğacak (1977)
- Dertli Pınar (1978)
- Son Sabah (1978)
- Neşeli Günler (1978)
- Yüz Numaralı Adam (1978)
- Doktor (1979)
- Nazey (1979)
- Divane (1979)
- Hayat Harcadın Beni (1979)
- İsyankar (1979)
- Sevgi Dünyası (1980)
- Çile Tarlası (1980)
- Zeytin Gözlüm (1980)
- Bağrıyanık (1980)
- Sabırlı Kullar (1980)
- Kara Gurbet (1981)
- Tövbe (1981)
- Takip (1981)
- Günaha Girme (1982)
- Berduşlar (1982)
- Yedi Bela Hüsnü (1982)
- Kalbimdeki Acı (1983)
- Günahkar (1983)
- Berduşlar Sosyetede (1984)
- Öç (1984)
- Aşkım Günahımdır (1984)
- Sevginin Bedeli (1984)
- Yaralı (1984)
- Zavallılar (1984)
- Şaşkın (1984)
- Unutamadım (1985)
- Beyoğlu'nun Arka Yakası (1986)
- Merhamet (1986)
- Ağla Anam Ağla (1986)
- Kan Damlaları (1987)
- Deniz (1987)
- Sokak Çocuğu (1988)
- Yaz Gülü (1989)
- Utan (1990)
- Kabadayılar Kralı (1991)
- Nehirler Denize Akar (1992)
- Bayan Perşembe (1993)
- Çapraz Ateş (1996)
- Durduramadım (1999)
- Hemşo (2000)
- Ectasy (2001)
- Deli Duran (2005)
- SüpüRRR! (2009)
- Türkler Çıldırmış Olmalı (2009)
- İkizler Firarda (2012)
- Kedi Özledi (2013)
- Aşk Nerede (2015)
- Kalıngiller (2015)
- Türk Lokumu (2016)
- Çılgın Kolej (2017)

### Televisione
- Denizin Kanı – serie TV (1978)
- Hamuş – serie TV (1993)
- Fırat – serie TV (1997)
- Sırtımdan Vuruldum – serie TV (1997)
- Birisi – serie TV (1998)
- Evdeki Yabancı – serie TV (2000)
- Pembe Patikler – serie TV (2002)
- Bez Bebek – serie TV (2007-2010)
- Kısmetim Otel – serie TV (2007)
- Kayıp Prenses – serie TV (2008)
- Sudan Sebepler – serie TV (2011)
- Düşman Kardeşler – serie TV (2012)
- Şimdi Onlar Düşünsün – serie TV (2014)